# Халдеев, Михаил Иванович
Михаи́л Ива́нович Халде́ев (22 июля 1921, с. Кривошеевка, Пензенская губерния — 6 декабря 2016, Москва) — советский комсомольский и партийный деятель, журналист, редактор.

## Биография
В 1939 окончил торговый техникум.
В 1939—1945 годы служил в РККА. Участник обороны Москвы; в 1942 был принят в члены ВКП(б). Демобилизован в звании старшего лейтенанта.
С 1945 года — на комсомольской работе. В 1948 году окончил заочное отделение Высшей партийной школы при ЦК ВКП(б). Секретарь Московского горкома ВЛКСМ (1950—1951), Московского обкома ВЛКСМ (1951—1952). Первый секретарь Московского горкома ВЛКСМ (1952—1953), Московского обкома ВЛКСМ (1953—1957).
В 1957—1959 годы — главный редактор журнала «Молодой коммунист».
С 1959 года — заведующий отделом партийных органов в аппарате МГК КПСС, а с 1961 г. первый секретарь Тимирязевского райкома КПСС г. Москвы; в 1962—1964 годы заведовал Идеологическим отделом ЦК КПСС по промышленности РСФСР, с 1964 по апрель 1966 — Отделом пропаганды и агитации ЦК КПСС по РСФСР.
В 1966—1990 годы — главный редактор журнала «Партийная жизнь»; одновременно (8.4.1966 — 2.7.1990) — член Центральной ревизионной комиссии КПСС (5.3.1976 — 25.2.1986 — заместитель председателя комиссии, с 6.3.1986 — член Бюро комиссии).
Избирался делегатом XIX (1952, с совещательным голосом), XXIII (1966), XXIV (1971), XXV (1976), XXVI (1981) и XXVII (1986) съездов КПСС; делегатом XIX (последней) конференции КПСС (1988).
Скончался 6 декабря 2016 года; похоронен в Москве на Кунцевском кладбище (участок 10) рядом с родными.

## Избранные труды
- Вопросы партийной жизни : [Сб. ст.] / сост.: М. И. Халдеев, К. И. Зародов, Е. И. Бугаев. — М. : Правда, 1967. — 351 с. — (В помощь изучающим партийное строительство).
- Горком, райком партии: опыт, формы и методы работы : [Сб. / Сост. М. И. Халдеев, Г. И. Кривошеин]. — М. : Политиздат, 1977. — 463 с.
- Коваленко Г. Я., Халдеев М. И. Дорогой отцов. — [Доп. и перераб. изд.]. — М. : Знание, 1970. — 127 с. — ([Новое в жизни, науке, технике . Серия «Молодежная» К 100-летию со дня рождения В. И. Ленина ; 1-3])
- Партийная работа на селе : [Сб. / Сост. М. И. Халдеев, Г. И. Кривошеин]. — М. : Политиздат, 1980. — 352 с.
- Партийная работа на селе : Сел. парт. орг. в борьбе за осуществление Прод. программы СССР : [Сб. ст. / Сост. М. И. Халдеев, Г. И. Кривошеин]. — М. : Политиздат, 1984. — 335 с.
- Партийный комитет и его инструктор : Опыт, формы и методы работы : [Сб. ст. / Сост. М. И. Халдеев, В. В. Токарь]. — М. : Правда, 1983. — 223 с.
- Первичная партийная организация: опыт, формы и методы работы : [Сб. / сост.: М. И. Халдеев, И. Д. Конах, Г. И. Кривошеин]. — М. : Политиздат, 1975. — 447 с.
  - … : [Сб. / Сост. М. И. Халдеев, Г. И. Кривошеин]. — 2-е изд., перераб. и доп. — М. : Политиздат, 1979. — 383 с.
- Халдеев М. И. Мы защищали небо Москвы. — М. : Журн. «Жизнь национальностей»: Астра семь, 2001. — 127 с.
- Халдеев М. И. Жизнь есть действие. — [Б.м.] : Арт Полиграф, 2006. — 611 с.
- Школы молодых коммунистов : Беседы по парт. стр-ву / [Сост. М. И. Халдеев и др.]. — М. : Правда, 1983. — 288 с.
- Школы молодых коммунистов : В помощь слушателям и пропагандистам / [Сост. М. И. Халдеев, Е. В. Краснов, В. В. Суходеев, В. П. Шаньгин]. — М. : Правда, 1982. — 127 с.
- Халдеев М. И., Коваленко Г. Я. Ленинские принципы работы ВЛКСМ. — [М.] : Мол. гвардия, 1959. — 109 с. — (Комсомольскому активисту).
- Халдеев М. И., Коваленко Г. Я. Ленинские принципы работы комсомола. — [М.] : Мол. гвардия, 1963. — 159 с.

## Награды
- медаль «За оборону Москвы» (1.5.1944)[8]
- орден Ленина (1977) — за многолетнюю плодотворную работу в партийной печати[3]
- орден Отечественной войны II степени (6.4.1985)[1].